# Зграда Бачко-Бодрошке жупаније у Сомбору
Зграда Бачко-Бодрошке жупаније у Сомбору је за потребе некадашње жупанијске управе, изграђена у периоду од 1805. до 1808. године и представља споменик културе у категорији непокретних културних добара од великог значаја.

## Историјат
Још у 15. веку, у тадашњем Цобор Сент-Михаљу, а данашњем Сомбору, одржавана су понекад заседања скупштине Бодрошке жупаније. Након повлачења Турака из Бачке 1687. године и зачетка спајања Бодоршке са Бачком жупанијом, тридесетих година 18. века, седнице жупанијске скупштине поново су почеле да се одржавају у Сомбору. За стално седиште Бачко-бодрошке жупаније Сомбор је проглашен 1786. године. Седиште Жупаније се налазило у згради бившег фрањевачког самостана, касније жупног двора, па како тај простор није био довољан за све бројнију жупанијску управу, државне власти су одлучиле да изграде засебну управну зграду. Под руководством пројектанта, инжењера Јозефа Бауера, градња је започела 1805. године, а завршена 1808. године, док је зграда потпуно била готова крајем наредне 1809. године, када су у њу премештене све жупанијске службе.

## Архитектура
Зграда је имала основу у облику латиничног слова U, са главним улазним и два бочна крила, израђеним по узору на просторни распоред који је био уобичајен за доба барока у централној Европи. 
Данашњи изглед објекта потиче из 1882. године када је по пројекту будимпештанског архитекте Ђуле Партоша извршена доградња и преправка фасаде. Изградњом новог крила формирана је затворена квадратна основа са централним атријумом. Монументално двоспратно здање, раскошно обликовано у духу еклектицизма, удахнуло је Сомбору нову урбанистичку визуру европског града. Зналачки компонован централни ризалит акцентован је балконом од кованог гвожђа на конзолама, пиластрима, полукружним отворима, амблемима са мотивом штита и медаљоном са грбом на атици. Трапезаста кровна конструкција надвишена је куполом, чија је средина између постамента и кубета отворена и украшена стубовима.
По коначном завршетку доградње, зграда Жупаније имала је 200 различитих просторија, одаја и сала. У великој, свечаној сали жупанијске скупштине, постављена је фебруара 1898. године импозантна слика Ференца Ајзенхута „Битка код Сенте”, насликана уљаном техником на једноделном платну величине 7 X 4 метра, у богатом позлаћеном раму.
Данас се у згради налази Скупштина града, службе градске управе, округа и државних институција.
Конзерваторски радови изведени су 1992. године
- Галерија
- Плафон у Свечаној сали Бачко-Бодрошке жупаније
- Слика Битка код Сенте у Свечаној сали зграде